# Arašídové máslo
Arašídové máslo (též burákové máslo) je potravina pocházející z USA, běžně také v prodeji v obchodech v České republice. Jedná se o béžový krém husté konzistence, který je v ideálním případě složen pouze z arašídů, levnější varianty obsahují různé ztužené rostlinné tuky a oleje. Většina arašídových másel obsahuje sůl, některá bývají i doslazovaná, slaná chuť však téměř vždy převládá.
V závislosti na tom, jak jemně jsou arašídy nasekané, rozlišujeme dva druhy arašídového másla – „jemné“ (smooth) nebo „s křupavými kousky“ (crunchies).

## Historie
První použití arašídové pasty bylo zaznamenáno mezi Aztéky v 1. století jako lék proti bolesti zubů. Tato pasta se však běžně nekonzumovala.
V roce 1895 si nechal patentovat Dr. John Harvey Kellogg proces výroby arašídového másla, které pak bylo propagováno jako zdravá náhrada proteinů pro pacienty bez chrupu.
V roce 1922 zlepšil proces výroby jemného arašídového másla (smooth) do podoby hladké pasty s pomocí užití částečně hydrogenovaného oleje chemik Joseph Rosefield. První jemné arašídové máslo na základě tohoto zlepšení bylo vyráběno v roce 1928 pod jménem Peter Pan. Od roku 1932 se začalo vyrábět arašídové máslo Skippy, vyráběné dosud.

## Využití
Arašídové máslo se používá na chléb (sendviče), maže se na topinky, na ovoce a na toasty. Používá se také s želé a nebo se mísí s marmeládou. Je velice tučné, ale zdravé. Arašídové máslo je součástí mnoha amerických receptů.